# Adolphe Landry
Adolphe Landry, född 29 september 1874 i Ajaccio, död 28 augusti 1956 i Paris, var en fransk politiker och filosof.
Landry blev deputerad 1910 och tillhörde radikala vänstern. Han var marinminister i Alexandre Millerand och Georges Leygues regeringar 1920, undervisningsminister i Frédéric François-Marsals regering och arbetsminister i Pierre Lavals regering 1931. 